# لیزا گیبونز
لیزا گیبونز (به انگلیسی: Leeza Gibbons) در سال ۱۹۵۷ زاده شده و اکنون برنامه بحث خود را در شهر کالیفرنیا دارد.
شهرت وی در ایران به خاطر بازی در فیلم‌های مکسی، پلیس آهنی و پلیس آهنی ۲ در نقش اخبارگوی زن تلویزیون است.